# Tajny dvorcovych perevorotov
Tajny dvorcovych perevorotov è una serie di film storici trasmessi a partire dal 2000. Le riprese della serie sono iniziate nel 1995 ed era stata inizialmente concepita come composta da dodici film, ma, fino ad ora, ne sono stati realizzati solamente otto.

## Trama

### Zaveščanie Imperatora (Завещание Императора)
Lo zarevic Alessio, posto sotto tortura per aver congiurato contro il padre, lo zar Pietro I, muore. Anni dopo, nel 1725, anche Pietro muore senza aver nominato un successore. Questo dà vita ad una lotta di potere tra i nobili dell'Impero. Ad uscirne vincitore da questa lotta è Aleksandr Menšikov, che riesce a far porre sul trono Caterina, moglie del defunto Pietro e sua ex amante.

## Cast
- Nikolay Karachentsov: Pietro I
- Natalya Egorova: Caterina I e Anna Ivanovna (8° film)
- Sergey Shakurov: Aleksandr Menšikov
- Ivan Sinitsyn: Pietro II (bambino)
- Lyudmila Zaytseva: Caterina Ivanovna
- Natalya Fateeva: Darya Menšikova
- Aleksey Zharkov: Aleksej Dolgorukov

## Episodi
| N° | Titolo                                               | Prima TV         |
| -- | ---------------------------------------------------- | ---------------- |
| 1  | Zaveshchanie imperatora Завещание Императора         | 2000             |
| 2  | Zaveshchanie imperatritsy Завещание Императрицы      | 2000             |
| 3  | Ya - imperator Я — Император                         | 2 novembre 2002  |
| 4  | Padenie Goliatha Падение Голиафа                     | 2 novembre 2002  |
| 5  | Vtoraya nevesta imperatora Вторая невеста императора | 2003             |
| 6  | Smert yunogo imperatora Смерть юного Императора      | 2003             |
| 7  | Vivat, Anna! Виват, Анна!                            | 16 dicembre 2008 |
| 8  | Okhota na printsesu Охота на принцессу               | 16 dicembre 2011 |

## Accoglienza

### Critica
La nuova serie è stata percepita in modo ambiguo. Nonostante i personaggi e gli eventi storici siano tutti reali, questi ultimi fungono solamente da sfondo alla storia perché la trama si concentra principalmente sulle relazioni inter-familiari dei personaggi. Inoltre sono presenti nei film diversi errori ed imprecisioni cronologiche.
Secondo alcuni critici, la serie è in realtà una presentazione artistica delle lezioni dello storico Vasilij Ključevskij, mentre molte delle immagini sono mostrate troppo schematicamente. Inoltre, i critici sottolineano la presenza di un copione debole e le contraddizioni stilistiche ingiustificate di diversi episodi.

### Riconoscimenti
- 2002 - Nika Awards
  - Nomination Miglior attrice a Natalya Egorova[3]